# Slag om de Chinese boerderij
De Slag om de Chinese boerderij was een veldslag tussen het Israëlisch defensieleger en de Egyptische krijgsmacht van 15 tot 17 oktober 1973 in de Jom Kippoeroorlog bij de
“Chinese boerderij”, een na de Zesdaagse Oorlog verlaten Egyptisch proefstation voor landbouw in de Sinaï op de oostelijke oever van het Suezkanaal ten noorden van het Grote Bittermeer. Op het proefstation stonden Japanse landbouwwerktuigen en de Israëli zagen het Japans schrift aan voor Chinees schrift en noemden het daarom de “Chinese boerderij” op hun stafkaarten.

## Voorafgaand
De Egyptische krijgsmacht was met operatie Badr het Suezkanaal overgestoken, maar had dan de Slag om de Sinaï verloren. Het Israëlisch defensieleger wilde met Operatie Abirey-Halev zelf het Suezkanaal oversteken naar de westelijke oever om de bevoorrading van het Egyptische 2e en 3e Leger in de Sinaï op de oostelijke kanaaloever af te snijden. Daartoe moesten ze hun oversteekplaats beveiligen en de Egyptische strijdkrachten in en rond de Chinese boerderij uitschakelen.

### Het plan

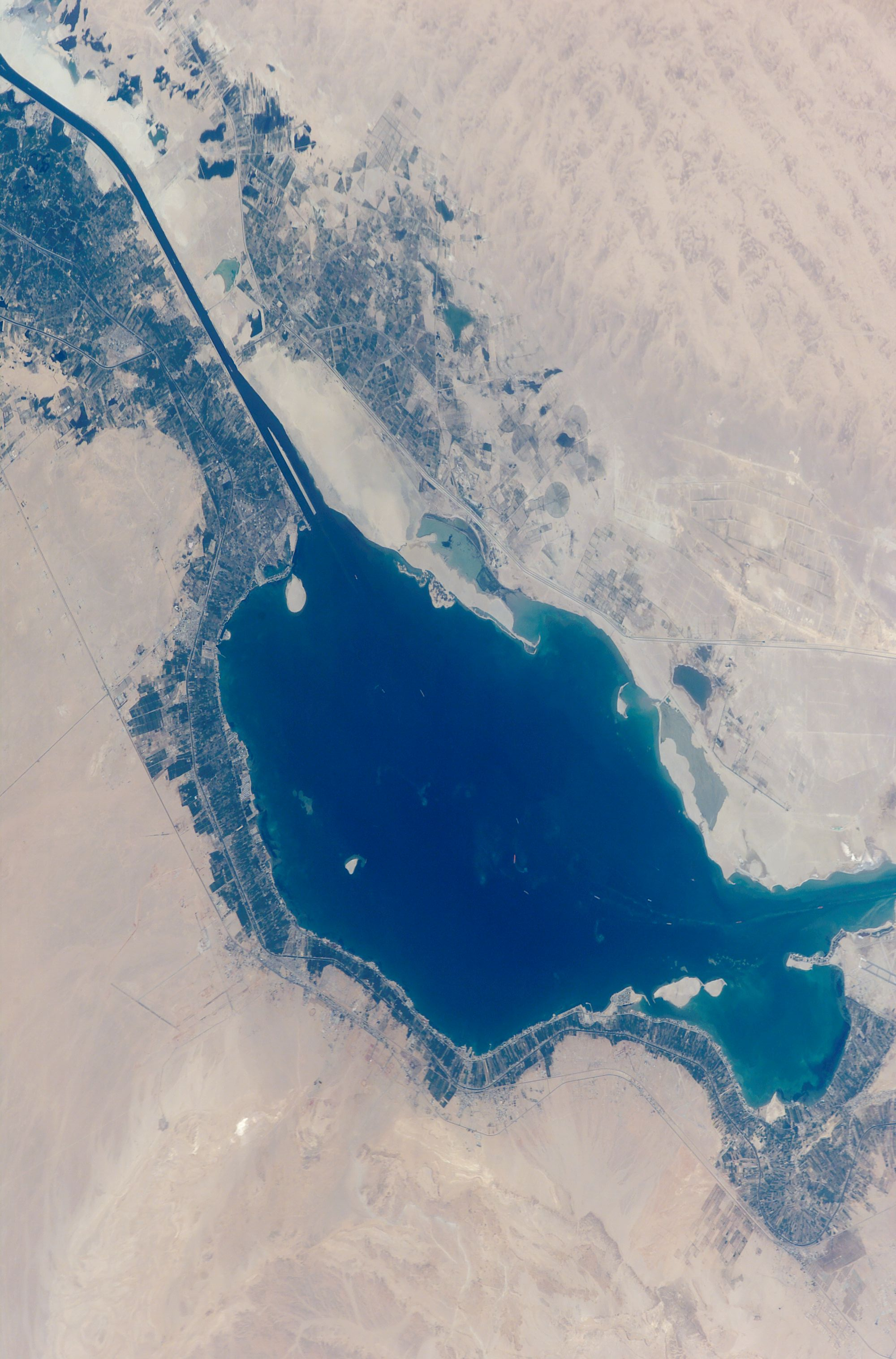
Satellietfoto van het Grote Bittermeer met ten noorden de Chinese boerderij

Op 14 oktober legde stafchef David Elazar de regering van Israël te Tel Aviv het plan voor om het Suezkanaal over te steken om de aanvoerlijnen van de 2e en 3e Egyptische Legers op de oostelijke oever af te snijden. De regering stemde unaniem toe.

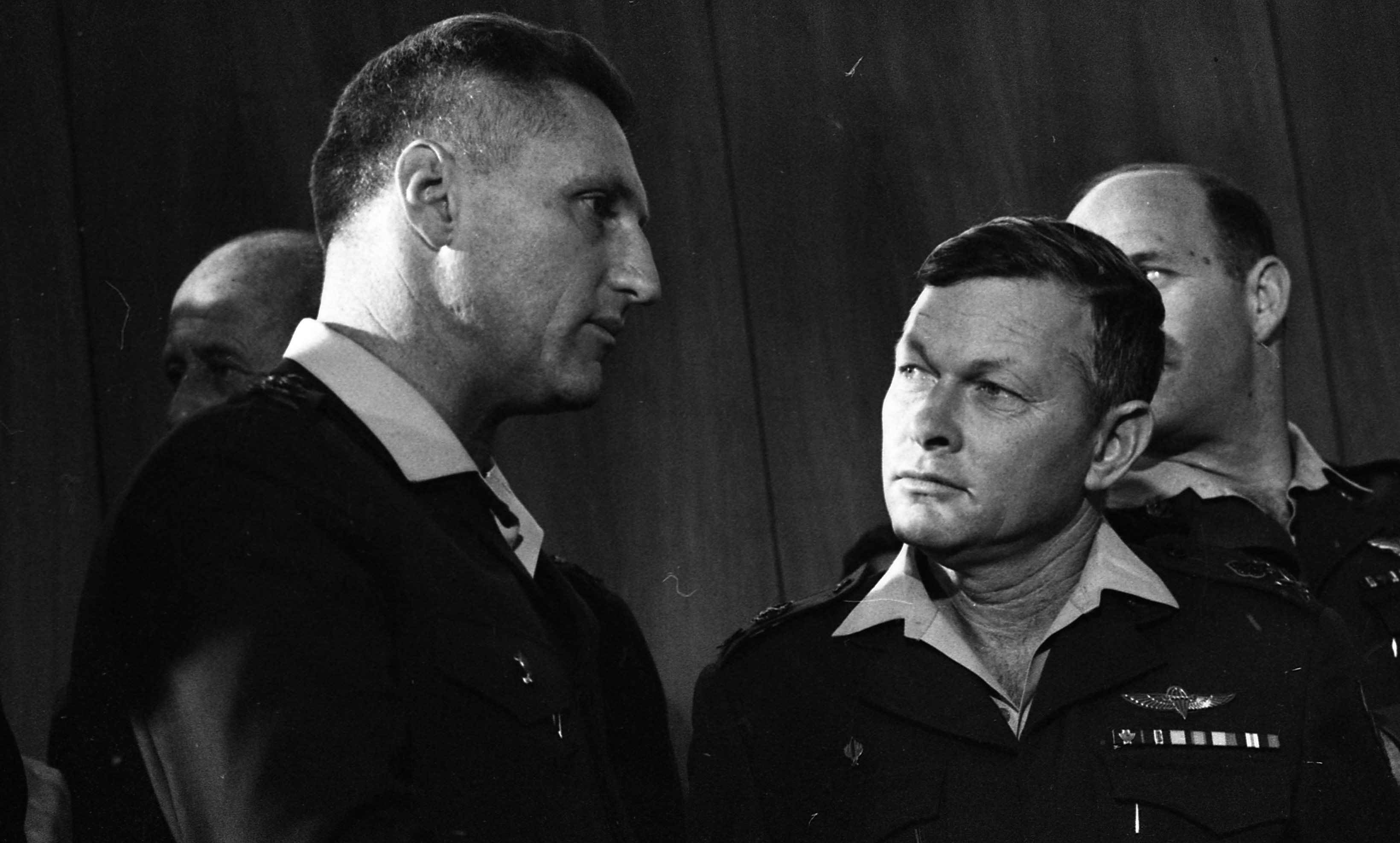
Stafchef David Elazar en zuidelijk commandant Haim Bar-Lev

Later die dag verdeelde de zuidelijke commandant Haim Bar-Lev de taken en verantwoordelijkheden onder de generaal-majoors Avraham Adan, Ariel Sharon en Kalman Magen voor een oversteek van het Suezkanaal bij Deversoir ten noorden van het Grote Bittermeer in de nacht van 15 op 16 oktober. De Israëli moesten een corridor van 5 km ten noorden van de oversteekplaats openen. 
Parachutisten en tanks moesten dan het kanaal overvaren en een 5 km diep bruggenhoofd vestigen, waarna twee bruggen over het Suezkanaal gelegd moesten worden tegen de ochtend van 16 oktober.
De Israëli moesten dan oversteken naar de westelijke oever en naar het zuiden en het westen aanvallen om Suez in te nemen en zo twee Egyptische divisies op de oostelijke oever van bevoorrading af te snijden. Haim Bar-Lev gaf 24 uur om het bruggenhoofd te vestigen en 24 uur om Suez te bereiken, ten laatste op 18 oktober.

### Slagorde

#### Israël

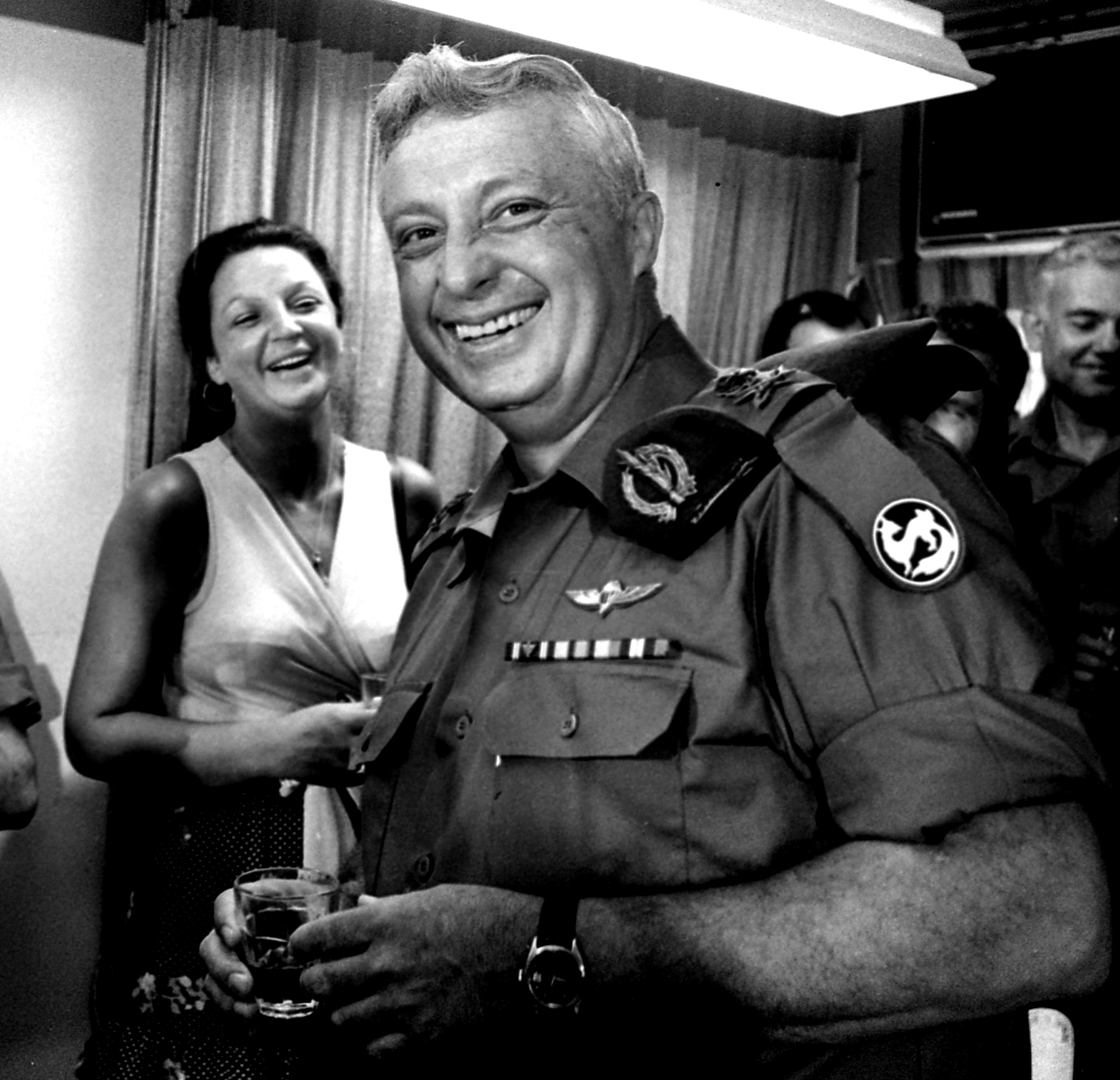
Ariel Sharon

De 143e divisie van Ariel Sharon moest de corridors openen en de bruggen leggen.
Hij beschikte over de 600e pantserbrigade van Tuvia Raviv de 14e pantserbrigade van Amnon Reshef en de 'Haim' brigade van Haim Erez. 

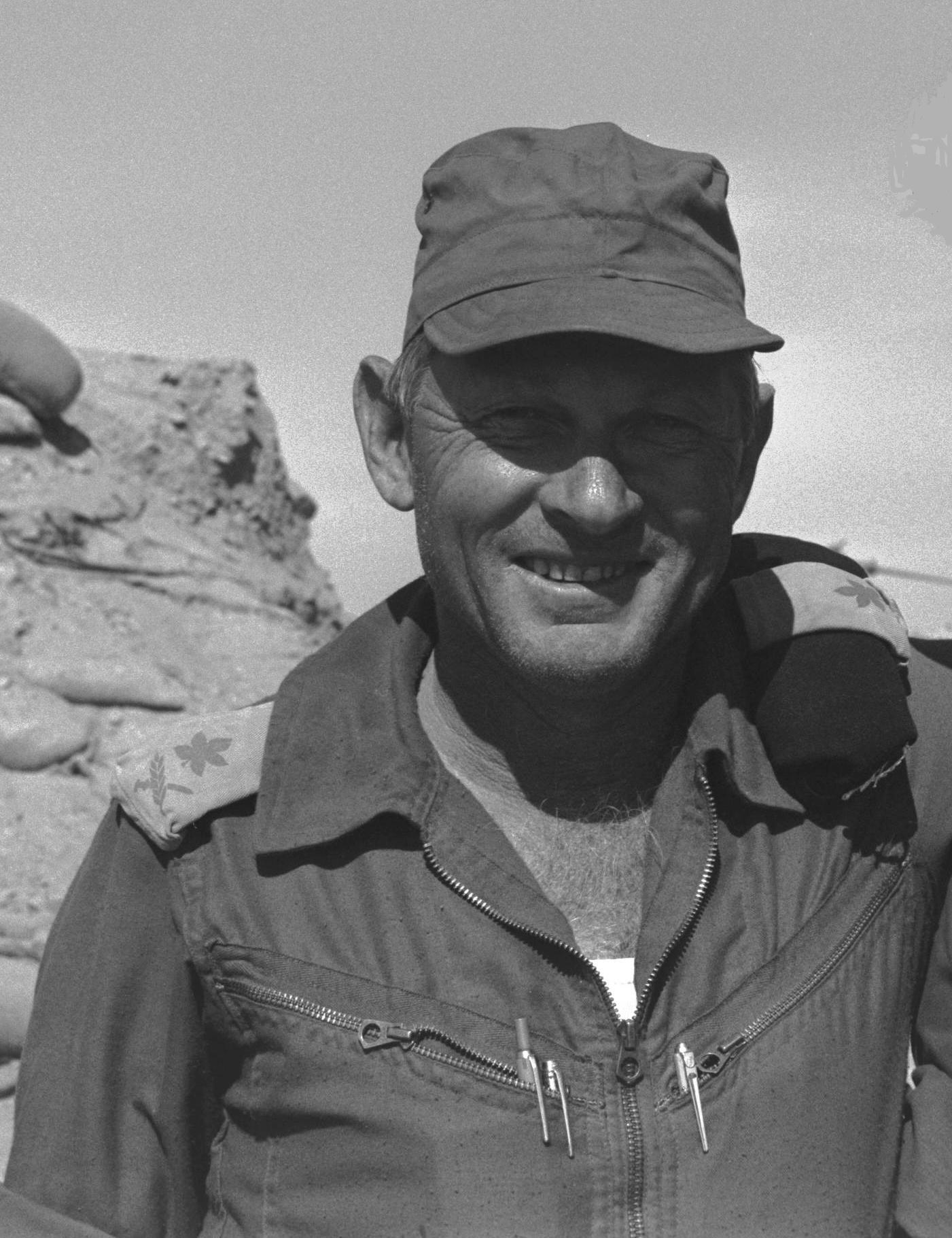
Avraham Adan leidde de 162e pantserdivisie.

De 162e pantserdivisie van Avraham Adan moest het Suezkanaal oversteken en met 300 tanks de aanvoerlijnen omsingelen.
Hij beschikte over de 217e pantserbrigade van Natke Nir, de 460e pantserbrigade van Gabi Amir en de 500e pantserbrigade van Aryeh Keren.
Hij zou ook nog een brigade parachutisten van Dani Matt krijgen.
De 252e divisie van Kalman Magen zou de verdedigers afleiden van de operatie van Ariel Sharon en later de corridor en het bruggenhoofd beveiligen.

#### Egypte

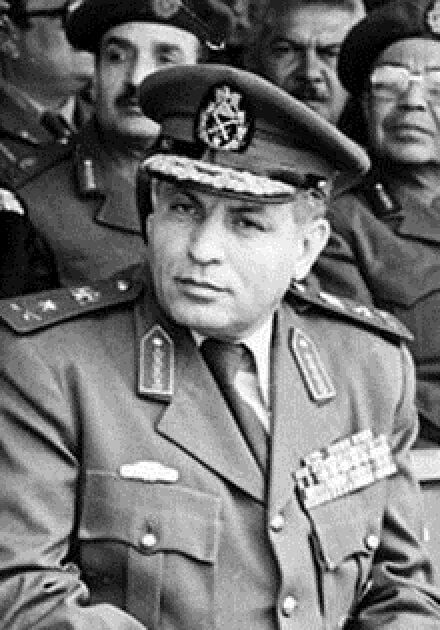
Abd Al-Halim Abu-Ghazala was commandant van het 2e Leger

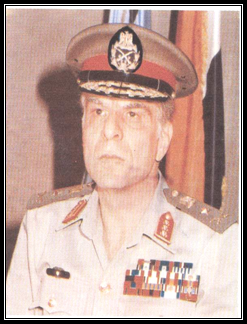
Brigadegeneraal Ibrahim El-Orabi was commandant van de 21e pantserdivisie.

In dat gebied lag de zuidelijke flank van het 2e Leger van Abd Al-Halim Abu-Ghazala.
Dit waren de 21e pantserdivisie van brigadegeneraal Ibrahim El-Orabi en de 16e divisie infanterie van brigadegeneraal Abd Rab el-Nabi Hafez. Abd Rab el-Nabi Hafez voerde ook het bevel over troepen in het bruggenhoofd van zijn divisie. 
Ibrahim El-Orabi beschikte over de 1e tankbrigade van kolonel Sayed Saleh, de 14e pantserbrigade van kolonel Othman Kamel en de 18e brigade gemechaniseerde infanterie van kolonel Talaat Muslim. 

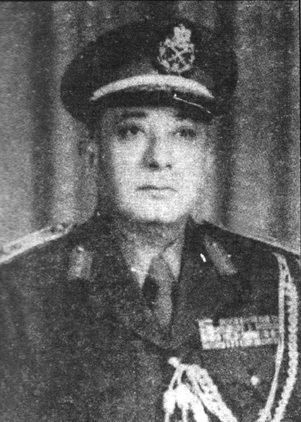
Kolonel Abd el-Hamid Abd el-Sami' was de commandant van de 16e brigade infanterie

Abd Rab el-Nabi Hafez beschikte over de 16e brigade infanterie van kolonel Abd el-Hamid Abd el-Sami', de 116e infanteriebrigade en de 3e brigade gemechaniseerde infanterie.

### Het slagveld

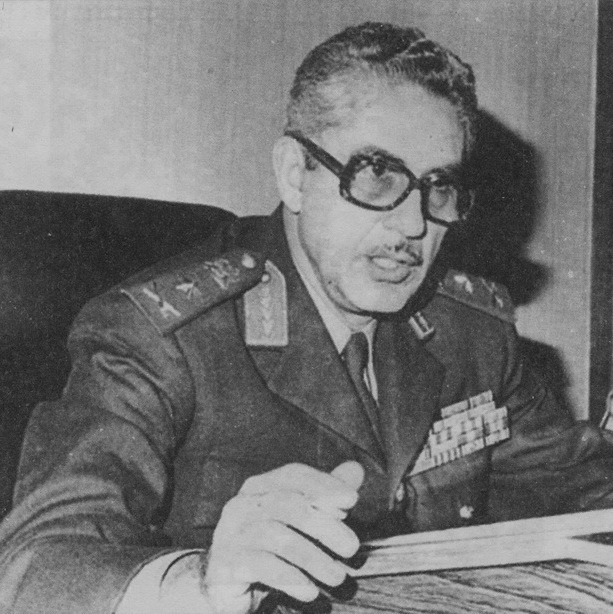
Generaal Abd Rab el-Nabi Hafez na de oorlog. Hij was commandant van alle Egyptische strijdkrachten in het bruggenhoofd van de 16e divisie infanterie. Op 18 oktober raakte hij gewond door een scherf van een artilleriegranaat en zijn stafchef verving hem.

Twee wegen leidden naar de voorziene oversteekplaats Deversoir. 
De eerste weg “Akavish” van Tasa naar Tel Salam verbond de artillerieroute op 15 km van het kanaal met de  weg “Lexicon” naast het kanaal.
Het kruispunt “Lexicon”-”Akavish” lag bij Tel Salaam bij het Grote Bittermeer en 6 km ten zuiden van Deversoir, waar “Fort Lakekan” van de Bar-Levlinie lag. “Fort Lakekan” was op 8 oktober zonder slag of stoot verlaten.
De tweede weg “Tirtur” verbond ook de artillerieroute met de weg “Lexicon” ten noorden van de weg “Akavish” en leidde meteen naar de oversteekplaats.
Het kruispunt “Lexicon”-”Tirtur” lag bij “Fort Matzmed” met twee versterkingen 500 m apart, die een kleine aanvalsmacht op 9 oktober veroverd had.
Beide forten lagen in de 35 km lange bufferzone tussen het 2e en 3e Leger.
De bufferzone grensde aan het Grote Bittermeer, een natuurlijke hindernis en lag buiten bescherming van luchtdoelraketten. Daarom had de Egyptische commandant de bufferzone niet bezet.

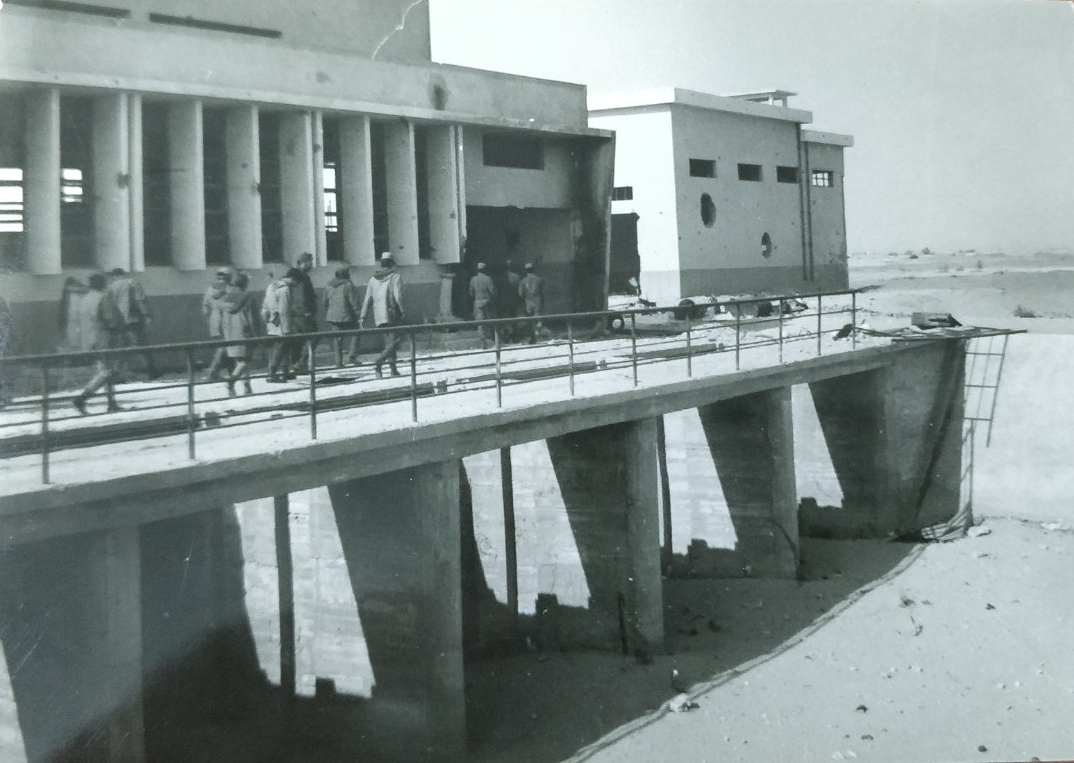
De Chinese boerderij

Ten noorden van het kruispunt “Lexicon”-”Tirtur” lag het dorp al-Galaa, waar voor de Zesdaagse Oorlog van 1967 een Egyptisch proefstation voor landbouw lag. 
Op het verlaten proefstation met irrigatiekanalen stonden nog Japanse landbouwwerktuigen. 
Toen de Israëli de Sinaï bezetten, hielden ze het Japans schrift voor Chinees schrift en ze noemden de plaats “Chinese boerderij” op hun stafkaarten. 
Ten noorden en noordwesten van de Chinese boerderij lag een heuvelgroep die de Israëli “Missouri” noemden. 
Tijdens Operatie Badr lagen al-Galaa en de Chinese boerderij in het bruggenhoofd van de 16e divisie infanterie.
De 16e brigade infanterie van Abd el-Hamid's bezette en verdedigde die plaatsen.
Op 9 oktober viel de brigade van Raviv aan, maar werd tegen het einde van de dag teruggeslagen.
Op 13 oktober lag ook de 21e pantserdivisie in midden en het noorden van het bruggenhoofd van de 16e divisie.
De 14e brigade was aan het oversteken en vocht samen met de 1e brigade in het Egyptisch offensief op 14 oktober en had de helft van haar tanks verloren.
Ibrahim El-Orabi trachtte te reorganiseren en zijn verliezen te vervangen, maar lag onder artillerievuur en luchtaanvallen.
Op 15 oktober lagen 136 tanks in het Egyptisch bruggenhoofd: 66 in de 1e tankbrigade en 39 in de 14e tankbrigade, 39 in de 14e tankbrigade en 31 in de 18e brigade gemechaniseerde infanterie.
Niettegenstaande hun verliezen had Ibrahim El-Orabi meer tanks dan Amnon Reshef.
In de vroege ochtend van 15 oktober 15 verplaatste Avraham Adan zijn divisie van zijn noordelijke stelling naar een plaats ten westen van Tasa om de oversteek voor te bereiden.
De divisie van Ariel Sharon lag sinds zijn aankomst in de Sinaï op 13 oktober in de centrale sector met de twee bruggen. Zijn hoofdkwartier lag bij Tasa, 40 km ten oosten van het kanaal.

### Inleidende manoeuvres
Toen hij op 14 oktober orders van Bar-Lev kreeg, bereidde Ariel Sharon in zijn hoofdkwartier de operatie voor. Hij beschikte over de brigade van Raviv, de 14e tankbrigade van kolonel Amnon Reshef, de  'Haim' Brigade van kolonel Haim Erez en de 243e brigade parachutisten van kolonel Dani Matt.
Ariel Sharon liet Raviv vanuit het oosten aanvallen, om de Egyptenaren van Deversoir weg te lokken. 
Erez moest een rollenbrug naar de oversteekplaats bij Deversoir trekken en een van zijn tankbataljons moest de parachutisten begeleiden.
Amnon Reshef had vier tankbataljons en drie bataljons gemechaniseerde infanterie en een bataljon verkenners van luitenant-kolonel Yaov Brom.
Zijn brigade moest op 15 oktober 6:00 ten zuiden van de weg “Akavish” zwenken en door de zandduinen naar “Fort Lakekan” rijden en dan naar het noorden rijden om “Fort Matzmed” te bezetten.
Dan moest zijn brigade opsplitsen om de wegen “Akavish” en “Titur” vrij te maken en de Chinese boerderij in te nemen, de oversteekplaats te bezetten en te wachten op de parachutisten van Dani Matt.
De brigade van Dani Matt had ook een compagnie tanks en moest naar het zuidwesten rijden over “Akavish” om “Fort Matzmed” te bereiken. Vandaar zouden ze verder rijden naar de oversteekplaats om rond 23:00 het kanaal over te steken: de parachutisten in rubberbootjes en de tanks op vlotten.
Op 15 oktober 16:30 reden de parachutisten van Dani Matt naar Tasa en zwenkten dan oostwaarts naar “Akavish”. De parachutisten ondervonden moeilijkheden met hun vervoer: ze hadden maar 32 van de 60 beloofde halfrupsvoertuigen. Dani Matt eiste te Refidem 26 halfrupsvoertuigen van een andere eenheid op. De parachutisten kregen hun 60 rubberbootjes, maar die waren per vergissing 5 km ten noorden van Tasa afgeleverd.
Kort na 24:00 verliet de brigade “Akavish” en reed westwaarts naar de oversteekplaats, 700 m lang en 150 m breed en beschut door zandwallen van de Bar-Levlinie.
Amnon Reshef reed zijn brigade zoals gepland en zonder weerstand tussen de 2e en 3e Legers.
Hij liet verkenners en parachutisten bij het kanaal en stuurde zijn tanks naar het noorden en het westen om de flanken te verdedigen de wegen “Akavish” en “Tirtur” te beveiligen voor de bruggen.
Hij bezette “Fort Lakekan” en “Fort Matzmed” zonder tegenstand.
Amnon Reshef meldde Ariel Sharon dat hij de forten in handen had en dat de weg “Akavish” vrij was.
Ariel Sharon lichtte Haim Bar-Lev in.

## De slag

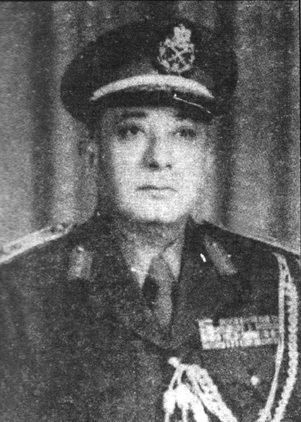
Kolonel Abd el-Hamid Abd el-Sami' ving met zijn 16e brigade infanterie de Israëlische aanval op in de nacht van 15 op 16 oktober.

Dani Matt was ingelicht dat de oversteekplaats en de omgeving vrij waren, maar uit voorzorg stuurde hij zijn compagnie tanks naar het kruispunt van de wegen “Lexicon” met “Tirtur” 800 m ten noorden van de oversteekplaats om eventuele Egyptische troepen tegen te houden.
Die compagnie reed in een hinderlaag van de 16e brigade Egyptische infanterie en werd vernietigd. De commandant en de meeste van zijn mannen sneuvelden, maar Dani Matt wist dat niet.
De Israëlische artillerie schoot 70 ton granaten op de westelijke oever, hoewel daar geen Egyptische troepen waren.
Om 01:35 begon de oversteek, 5 uur te laat.
Om 9:00 waren 2000 parachutisten en een bataljon van 30 tanks overgevaren.
Ze zochten Egyptische luchtafweer op de westelijke oever en vestigden een bruggenhoofd van 4 km diep zonder tegenstand.
Op 15 oktober 17:00 begon de pantserbrigade van Tuvia Raviv met de afleidingsaanval vanuit het oosten tegen het midden van het bruggenhoofd van de 16e divisie na een inleidende beschieting.
De Egyptenaren sloegen de aanval af.
Toen de Israëli de zuidelijke flank van de 16e divisie aanvielen, dachten de Egyptenaren 24 uur lang dat de Israëli de rechterflank van het 2e Leger wilden oprollen en beseften ze niet dat het doel was om het Suezkanaal over te steken naar de westelijke oever. Als ze dat wel beseft hadden, dan hadden ze met hun overmacht op beide kanaaloevers bij Deversoir de oversteek kunnen afslaan.

### Het kruispunt
.

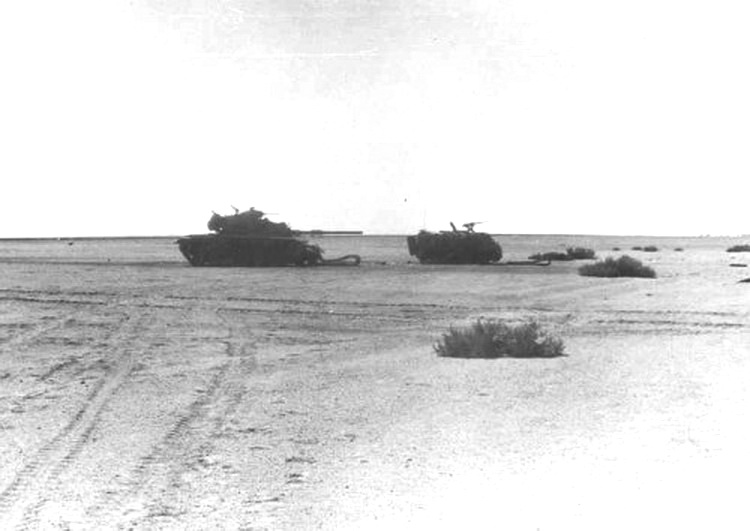
Wrakken van Israëlische tanks bij het kruispunt

Toen de parachutisten wilden overvaren, kreeg Amnon Reshef bericht zich weer Egyptische infanterie op de weg “Akavish” bevond. Hij stuurde een tankbataljon om de weg vrij te maken en stuurde drie tankbataljons en drie bataljons gemechaniseerde infanterie naar het noorden om de weg “Tirtur” en de Chinese boerderij te beveiligen.
Een bataljon infanterie op de rechterflank van de 16e brigade van Abd el-Hamid verdedigde het kruispunt van de wegen “Lexicon” en “Tirtur”. 
Amnon Reshef stuurde twee tankbataljons noordwaarts op “Lexicon”, maar die werden met antitankwapens beschoten en hij verloor 27 tanks.
Zeven tanks konden doorbreken op de meest westelijke positie op de weg “Lexicon” en noordwaarts doorrijden naar al-Galaa'.
'Abd el-Hamid stuurde groepen van 10 man met RPG-7 en RPG-43 naar al-Galaa' om de doorgebroken tanks te vernietigen. Hij stuurde ook een compagnie tanks om het bataljon infanterie te steunen.

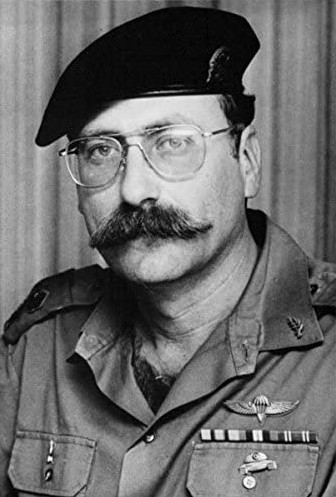
Amnon Reshef verloor veel tanks.

‘s Nachts reed Amnon Reshef met de overgebleven tanks naar het noorden langs de kanaaloever.
Hij vermeed de stellingen van de 16e brigade en zag ineens veel voertuigen.
Hij was in het midden van de bevoorrading van de 16e en  21e divisies gekomen.
Dit lag bij het kanaal in de veronderstelling dat ze daar het veiligst waren voor Israëlische aanvallen verwacht uit het oosten met de sterkste verdediging en niet uit het zuiden met de zwakste verdediging.
Beide zijden openden het vuur en daarbij gingen vrachtwagens met bevoorrading en lanceerinrichtingen voor luchtdoelraketten verloren.
De 21e divisie dreef de Israëli terug met een bataljon van de 14e brigade en een klein bataljon van de 18e brigade, minder dan een compagnie.
Abd Rab el-Nabi Hafez, commandant van de 16e divisie infanterie wilde de Israëlische aanval vanuit het zuiden tegenhouden door de 18e brigade gemechaniseerde infanterie verdedigende stellingen ten noorden van de Chinese boerderij achter de 16e brigade infanterie op te stellen.
Hij hield zijn tankbataljon in reserve.
De 1e tankbrigade reed zuidwaarts om stellingen in te nemen op de rechterflank van de 18e brigade, tussen de laterale weg  en het kanaal.
Toen de brigade aankwam, vuurde ze op de brigade van Amnon Reshef te al-Galaa' en ze vernietigde 15 tanks en verschillende halfrupsvoertuigen.
Rond 13:00 vernietigden Egyptische Soechoj Soe-7 veel Israëlische tanks bij al-Galaa'.
Om 14:00 weerde de 1e brigade een flankaanval door een tankbataljon af en vernietigde 10 tanks.
Op 16 oktober vernietigde de 21e divisie 50 Israëlische tanks en pantserinfanterievoertuigen, maar lag zelf onder Israëlisch artillerievuur en luchtaanvallen.
Op 17 oktober had de 1e pantserbrigade nog 53 tanks en 13 waren verloren.
De bataljons gemechaniseerde infanterie van Amnon Reshef met majoor Nathan Shunari als commandant weren nu versterkt met de overblijfselen van het 40e tankbataljon nu onder kapitein Gideon Giladi, die de gewonde commandant verving.
Shunari moest het kruispunt “Lexicon”-”Tirtur” innemen.
Hij zond een compagnie tanks vooruit en die zagen geen Egyptische troepen.
Shunari stuurde een eenheid infanterie in zes halfrupsvoertuigen naar het kruispunt.
Toen ze aankwamen, merkten ze dat de compagnie tanks vernield was en Giladi gesneuveld was.
De halfrupsvoertuigen werden beschoten en kwamen tot stilstand.
De commandant meldde de verliezen en Shunari beval de rest van zijn bataljon om de mannen te ontzetten. Pogingen om ze te redden faalden door hevig vuur van het Egyptisch bataljon en de artillerie van de brigade.
De Egyptenaren hadden de Israëli in een hinderlaag gelokt.
Shunari reed weg, meer de infanterie in halfrupsvoertuigen zat vast.
Amnon Reshef zond een andere compagnie tanks om de infanteristen te redden.
De tanks reden vanuit het zuiden naar de Chinese boerderij.
Bij de Chinese boerderij kwamen moesten ze terugtrekken door antitankwapens en artillerievuur.
Nathan vroeg Amnon Reshef om versterking, maar besefte niet dat hij tegenover een overmacht van de 16e en 21e divisies stond. De commandant liet mannen de gewonden dragen onder dekking van twee secties machinegeweren.
Toen ze onderweg waren naar hun eigen linies kwamen ze Egyptische tanks tegen en die maaiden hen neer.
Amnon Reshef bleef vastbesloten om het kruispunt in te nemen, en stuurde zijn bataljon verkenners.
Ze vielen om 3:00 vanuit het westen aan, terwijl de Egyptenaren aanvallen uit het zuiden en oosten verwachtten. Luitenant-kolonel Yaov Brom sneuvelde 30 m van de Egyptische stelling.
De Israëli leden verliezen en trokken zich terug
Op 16 oktober 4:00 viel een compagnie tanks aan, maar ze verloren 3 tanks en trokken zich terug.
Om 4:00 op 16 oktober 16 had de brigade van Amnon Reshef 56 van zijn 97 tanks verloren in 12 uur gevecht.
Hij had de oversteekplaats gemakkelijk bereikt, maar hij kon de wegen naar het kanaal niet openen en de corridor niet beveiligen.
Tegen 12:00 had hij nog 27 tanks over. 
Ariel Sharon verloor die nacht 300 doden en 1000 gewonden.
Om 18:00 stond Ariel Sharon twee tankbataljons af aan Amnon Reshef, zodat die weer 81 tanks had.
Moshe Dayan stelde voor om de brigade van Dani Matt terug te trekken en de operatie af te gelasten.
Hij vreesde dat de parachutisten vernietigd zouden worden en stelde vast dat alle pogingen om een corridor voor de twee bruggen vrij te maken mislukt waren.
Shmuel Gonen verwierp het voorstel:

Als we vooraf hadden geweten dat dit zou gebeuren, dan zouden we de operatie om over te steken niet begonnen zijn, maar nu we overgestoken zijn, laten we doorzetten tot het bittere einde.

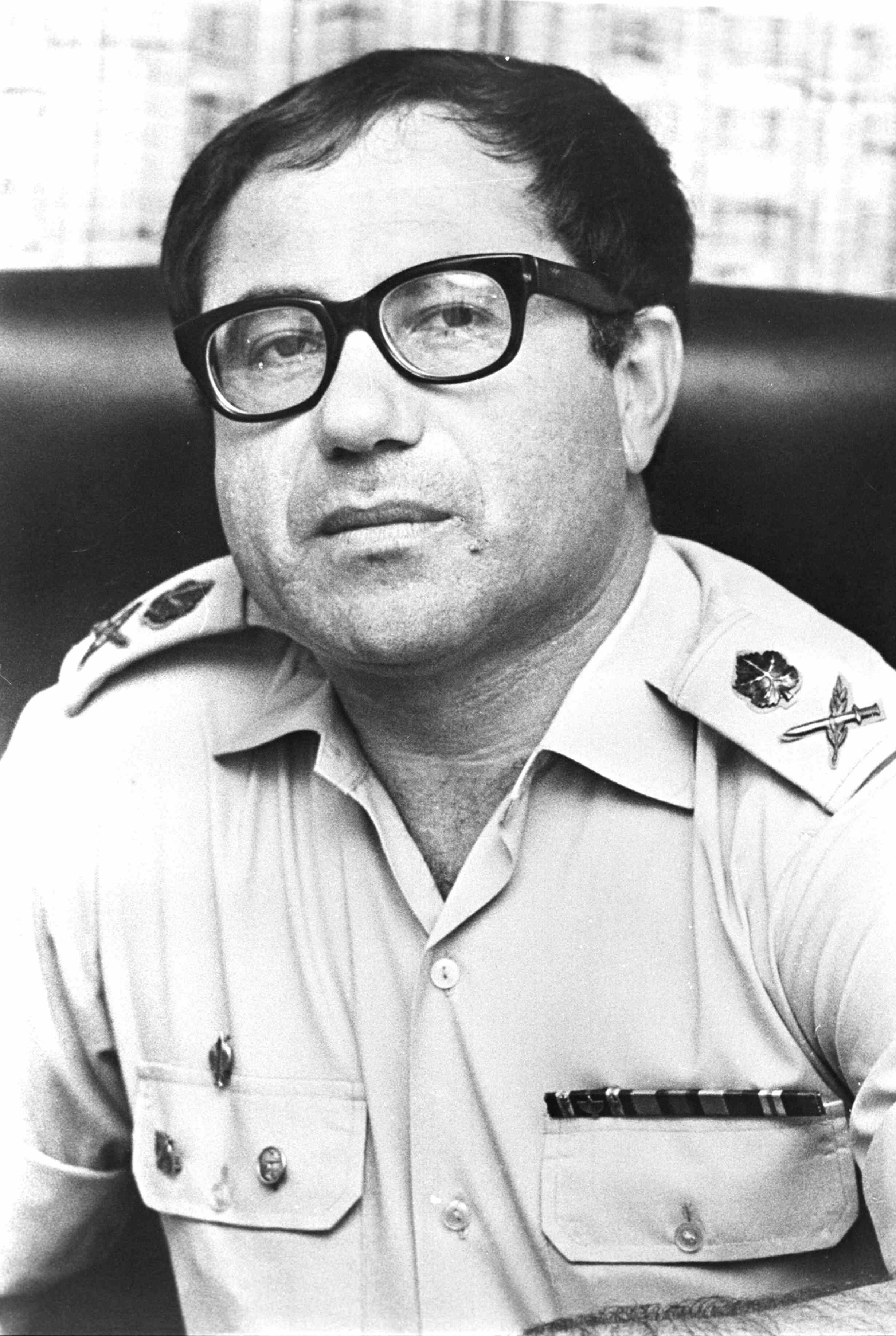
Shmuel Gonen was adjunct zuidelijk commandant van Haim Bar-Lev

Haim Bar-Lev trad Shmuel Gonen bij en Moshe Dayan drong niet aan. 
Rond 6:00 belde Golda Meir met Moshe Dayan om naar de toestand te vragen.
Moshe Dayan zei dat de twee bruggen nog niet gelegd waren en dat de Egyptenaren de wegen naar Deversoir blokkeerden. Hij hoopte de Egyptische weerstand te overwinnen en de twee bruggen te leggen in de ochtend. Moshe Dayan zei dat de parachutisten van Dani Matt zonder tegenstand overgevaren waren naar de westelijke oever en dat de zuidelijke commandant niet van plan was om ze terug te trekken, zelfs als de bruggen met vertraging gelegd werden.

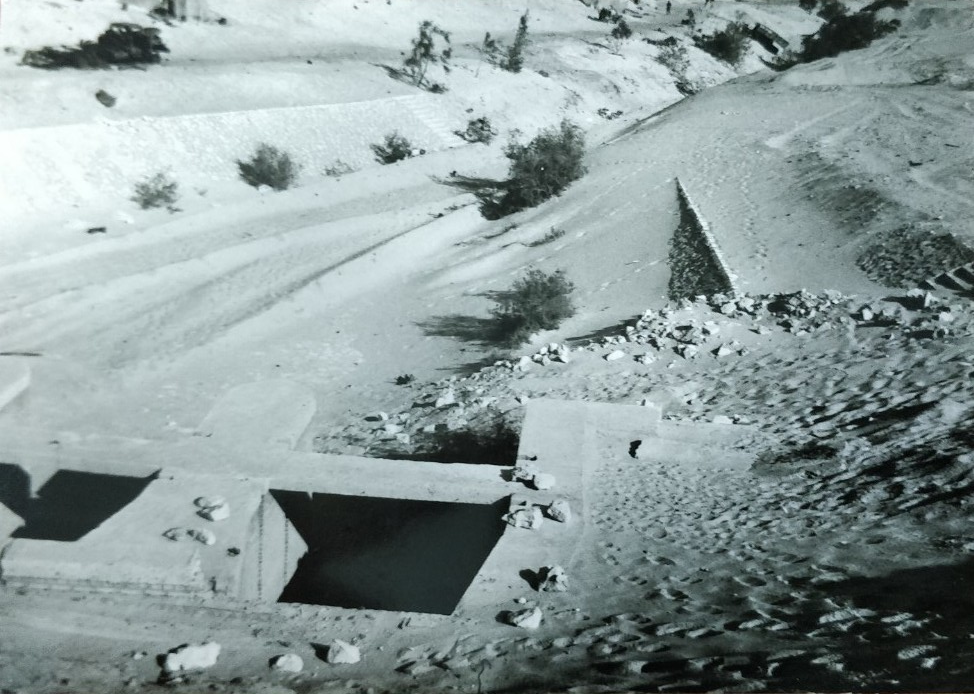
Een droogstaand irrigatiekanaal van de Chinese boerderij was geschikt om tanks in op te stellen.

Kort na zonsopgang verkende Amnon Reshef het slagveld vanop een heuvel.
Hij zag dat de Egyptenaren een sterke verdediging hadden opgezet om het kruispunt te verdedigen met ingegraven tanks en infanteristen in loopgraven en in de droogstaande irrigatiekanalen van de Chinese boerderij.
De infanterie behoorde tot het bataljon op de rechterflank van de 16e brigade en beschikte over terugstootloze vuurmonden, RPG-7 en enkele 9M14 Maljoetka.
Amnon Reshef zag dat hij verschillende tanks verloren had aan antitankmijnen aan weerszijden van de weg “Lexicon”.
Amnon Reshef nam zelf het bevel over het 40e tankbataljon, versterkt met herstelde tanks van de vorige nacht en viel de flank aan vanuit het westen, dus vanaf het kanaal.
Tegelijk viel een compagnie tanks en een compagnie infanterie van zuid naar noord aan.
Amnon Reshef schoot van ver terwijl hij langzaam dichterbij manoeuvreerde.
Het bataljon infanterie raakte uitgeput en zonder munitie door de gevechten en trok zich terug, zodat Amnon Reshef het kruispunt in handen kreeg.

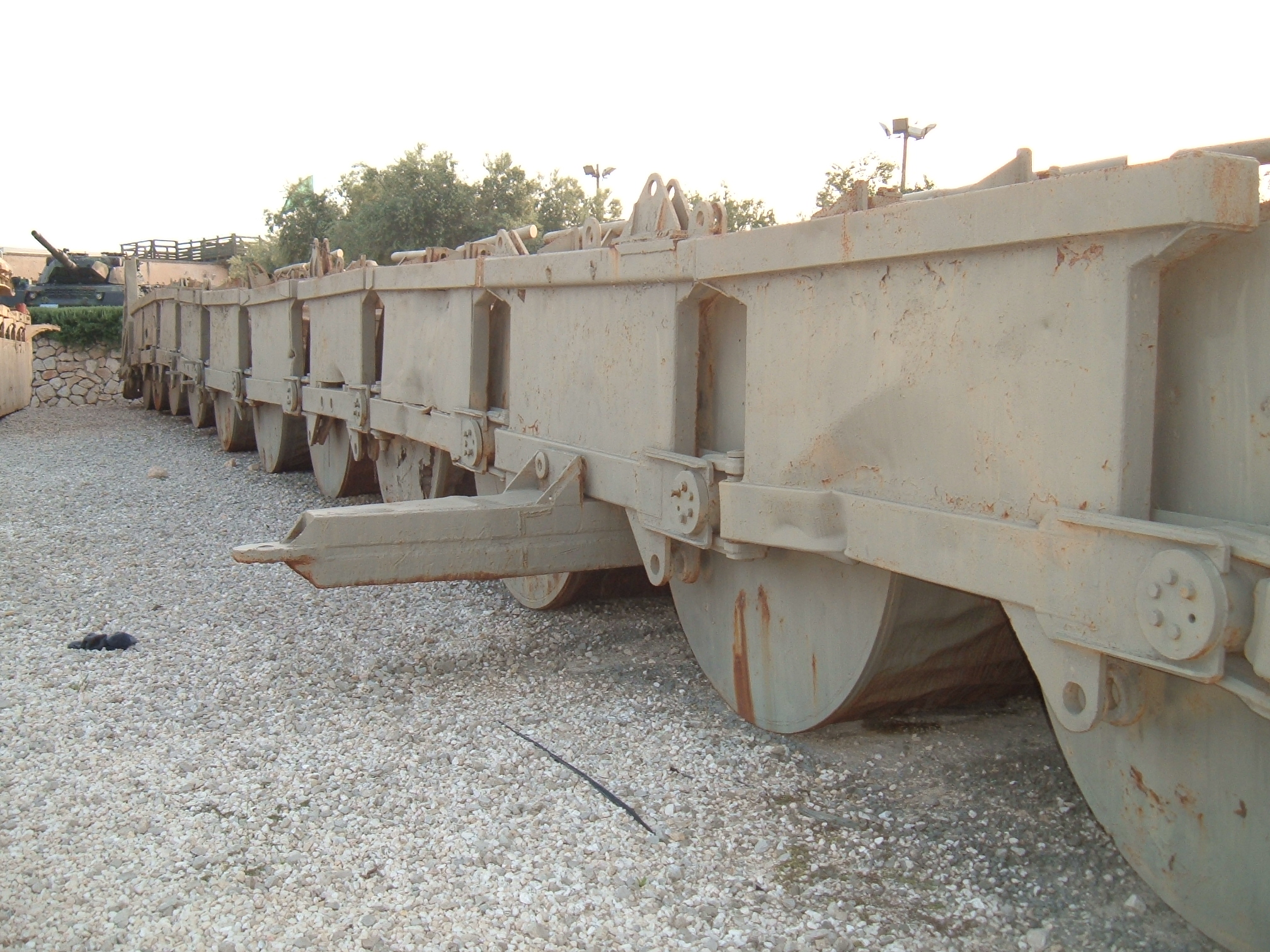
De rollenbrug kwam door de gevechten pas aan toen de pontonbrug al over het Suezkanaal lag.

Ariel Sharon meldde Haim Bar-Lev dat een sectie van de rollenbrug die de brigade van Erez voorttrok beschadigd was en dat de genie enkele uren nodig had om die te herstellen.
Hij vroeg versterking om de corridor te beveiligen, omdat Amnon Reshef zoveel weerstand had ontmoet.
Haim Bar-Lev waarschuwde Avraham Adan om de corridor te openen met zijn divisie.
Ariel Sharon stelde voor dat de divisie van Avraham Adan het kanaal zou oversteken met vlotten om Operatie Abirey-Halev uit te voeren zonder te wachten op de bruggen.
Shmuel Gonen en Haim Bar-Lev verwierpen het voorstel van Ariel Sharon omdat de Israëli op de westelijke oever zonder veilige corridor konden omsingeld worden.
Haim Bar-Lev verbood oversteek van mensen of materieel voordat de bruggen lagen.
Nadat hij versterking kreeg, maakte Amnon Reshef de weg “Tirtur” vrij.
Hij liet een bataljon van 30 tanks achter tussen et kruispunt en het westelijk deel van de Chinese boerderij en wilde aanvallen met twee tankbataljons van Ariel Sharon.
Hij spitste zich toe op het gedeelte van de weg “Tirtur” dat een bataljon van de linkerflank van de 16e brigade infanterie verdedigde.
Het ene bataljon viel aan vanuit het noordoosten, het andere vanuit het westen.
Het Egyptisch bataljon stopte de opmars met hulp van tanks en antitankwapens op de hellingen van de heuvelgroep “Missouri” ten noordwesten van de Chinese boerderij.
Amnon Reshef had nog 27 tanks en weinig munitie en voorraad en vroeg Ariel Sharon toestemming om terug te trekken naar Fort “Lakekan” om te hergroeperen en bevoorraden.

### Israëlische versterking
Shmuel Gonen bezocht de voorpost van Avraham Adan, zei “Sharon heeft ons ontgoocheld” en gaf Avraham Adan de taak om de pontonbrug naar het kanaal te brengen.
Avraham Adan bereidde zich voor om de wegen “Akavish” en “Tirtur” vrij te maken voor de bruggen.
Shmuel Gonen lichtte Ariel Sharon in over de nieuwe orders van Avraham Adan en beval Ariel Sharon om de Chinese boerderij in te nemen. Ariel Sharon stelde voor dat hij de Chinese boerderij zou innemen nadat Avraham Adan de wegen naar het kanaal had vrijgemaakt en Shmuel Gonen stemde toe.
In een vergadering met Haim Bar-Lev en Moshe Dayan herhaalde Shmuel Gonen dat geen troepen het Suezkanaal mochten oversteken tot de bruggen gelegd waren en dat de parachutisten zouden terugtrekken als de toestand erger werd.
De 162e divisie wachtte sinds zonsopgang op 26 oktober ten zuiden van Tasa om over te steken.
De divisie reed traag naar het kanaal door een verkeersopstopping.
Toen Avraham Adan besefte dat de weg “Akavish” versperd was, beval hij een tankbataljon om te zwenken en door de woestijn naar Deversoir te rijden. Toen dat aankwam, nam Ariel Sharon contact met Avraham Adan, legde de moeilijkheden van Amnon Reshef uit en vroeg om het aangekomen tankbataljon onder zijn bevel te plaatsen. Avraham Adan stemde in en Ariel Sharon stond Amnon Reshef toe om terug te trekken en te hergroeperen, waarbij hij de brigade van Amnon Reshef verving door het aangekomen tankbataljon.
Na nieuwe orders reed de divisie van Avraham Adan naar stellingen tegenover de 16e brigade van 'Abd el-Hamid. Een tankbrigade van Avraham Adan was als reserve bij de zuidelijke commandant geplaatst.
Het bataljon infanterie op de linkerflank van 'Abd el-Hamid versperde “Tirtur” en sloeg de westwaartse aanval van Israëlische tanks af zodat Avraham Adan de weg niet kon vrijmaken.
Avraham Adan besefte dat het zware verliezen zou kosten om zonder infanteriesteun door de Egyptische verdediging te komen.

### Parachutisten

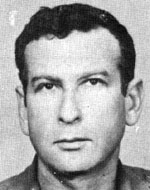
Uzi Ya’iri kwam om 22:00 aan met zijn brigade parachutisten. Hij verloor 70 man.

Om 14:00 meldde Bar-Lev, dat helikopters de 35e brigade parachutisten van Ras Sedr aan de Golf van Suez naar Refidem op 80 km ten oosten van het kanaal gebracht hadden. De brigade reed met bussen naar het kanaal over de drukke weg “Akavish”. Avraham Adan verwachtte de parachutisten voor zonsondergang, maar de commandant van de brigade kolonel Uzi Ya'iri kwam om 22:00 aan, De rest van de brigade kwam daarna met helikopters.
Avraham Adan ontmoette Uzi Ya'iri in zijn vroegere commandopost. Avraham Adan legde de toestand in het kort uit en  Uzi Ya'iri stelde zijn plan voor om de wegen “Akavish” en “Tirtur” vrij te maken. 
Om 23:30 gingen de parachutisten vooruit met voorop een bataljon van luitenant-kolonel Yitzhak Mordechai. Uzi Ya'iri besloot vanwege hoogdringendheid tot actie zonder inlichtingen af te wachten of verkenning uit te voeren. Hij had geen artilleriewaarnemer en besloot niet te wachten tot er een kwam. De parachutisten zouden artilleriesteun vragen aan de 162e divisie. De brigade trok op zonder tanksteun.

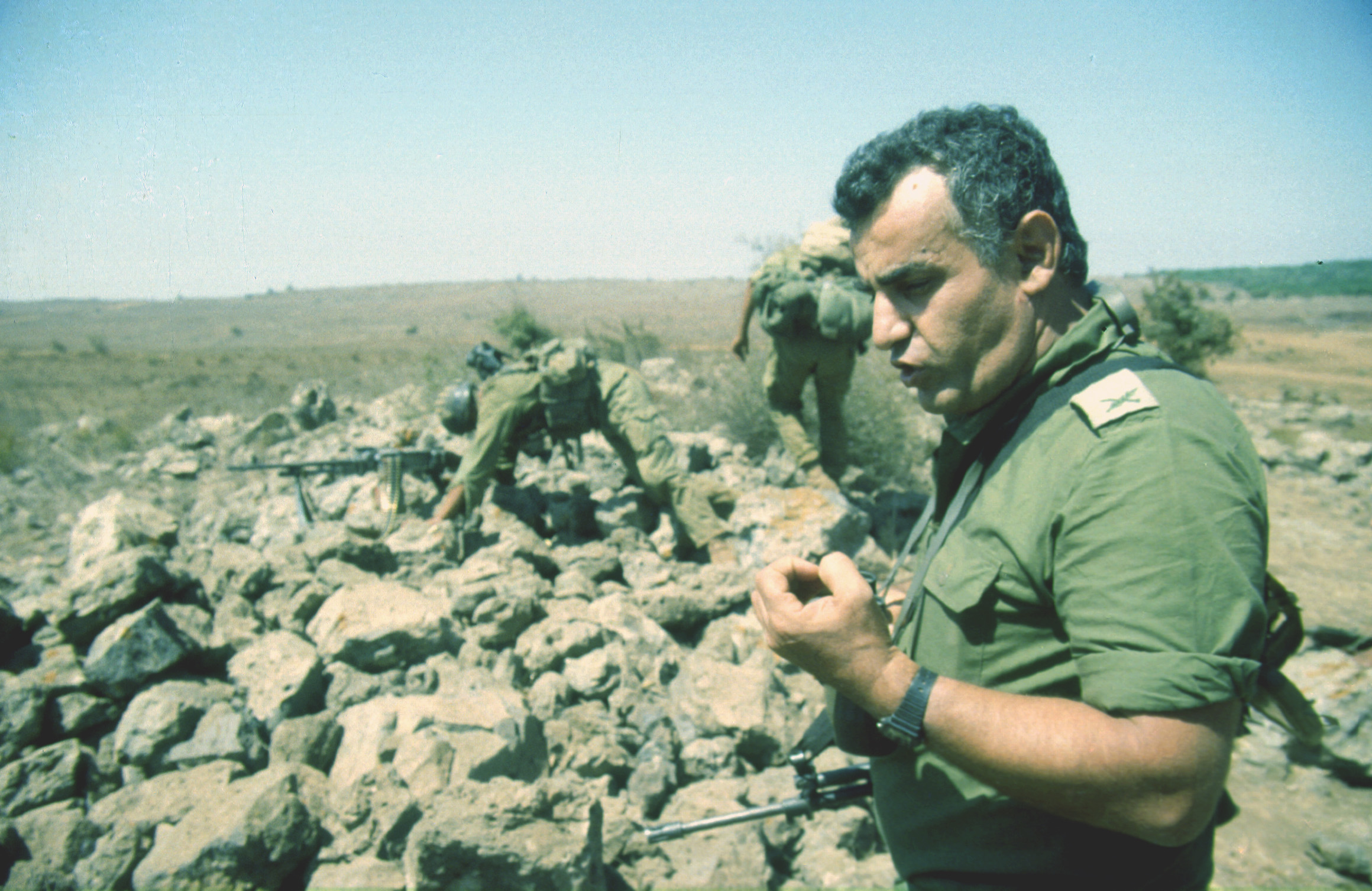
Yitzak Mordechai leed met zijn brigade parachutisten zware verliezen.

Het bataljon van Mordechai kwam aan waar de wegen “Tirtur” en “Akavish” het dichtst bij elkaar kwamen, zowat 2 km. Rond 2:45 kwamen ze rond “Tirtur” het bataljon van Abd el-Hamid’s linkerflank tegen. De parachutisten lagen onder vuur van artillerie, machinegeweren en handvuurwapens van ingegraven infanterie.
De parachutisten trachtten de mitrailleurnesten aan te vallen en kwamen tot op meters ervan. De parachutisten verspreidden zich, maar konden de verdediging niet doorbreken.
Avraham Adan beval Uzi Ya'iri om het front van zijn brigade te versmallen en de weg “Akavish” vrij te maken, maar het voorste bataljon parachutisten lag onder hevig vuur en kon niet bewegen.
Voor zonsopgang besefte Avraham Adan dat als de pontonbrug niet in het donker naar het kanaal gebracht werd weer een dag verloren zou gaan en de parachutisten in daglicht nog meer verliezen zouden lijden.
Om 3:00 zond hij een compagnie halfrupsvoertuigen om de weg “Akavish” te verkennen.
30 minuten later meldde de compagnie dat ze de oversteekplaats had bereikt zonder tegenstand.
Het Egyptisch bataljon dat de parachutisten bevocht besteedde alle aandacht aan de Israëli op de weg “Tirtur” en lette niet op de weg “Akavish”. 
Avraham Adan stuurde de pontons langs de weg “Akavish” naar het kanaal.
IDF Caterpillar D9 maakten de weg vrij van wrakken en puin. De Israëli bereikten “Fort Lakekan”, zwenken noordwaarts en bereikten de oversteekplaats.
De genie van de 143e divisie legde de pontonbrug.
Bij zonsopgang vroeg Uzi Ya'iri toestemming van Avraham Adan om zijn brigade terug te trekken, aangezien zijn parachutisten de Egyptische linies niet hadden kunnen bereiken.
Shmuel Gonen weigerde terugtrekking en stond enkel medische evacuatie van gewonden toe.
Haim Bar-Lev bezocht Avraham Adan in zijn commandopost, zag de ernstige toestand van de parachutisten en stond terugtocht toe. 
Een tankbataljon moest de parachutisten dekken, maar kon ze niet vinden.
De parachutisten maakten met een rookgranaat rode rook, maar de Egyptenaren zagen dit ook en schoten met artillerie. De tanks vielen verdediging aan, maar leden verliezen en trokken zich terug.
Open terugtocht bleek onmogelijk. Pantserinfanterievoertuigen en halfrupsvoertuigen reden onder vuur om de parachutisten en de gewonden te evacueren onder dekking van tanks.
Luitenant-kolonel Ehud Barak beval een tankbataljon dat de parachutisten ontzette.

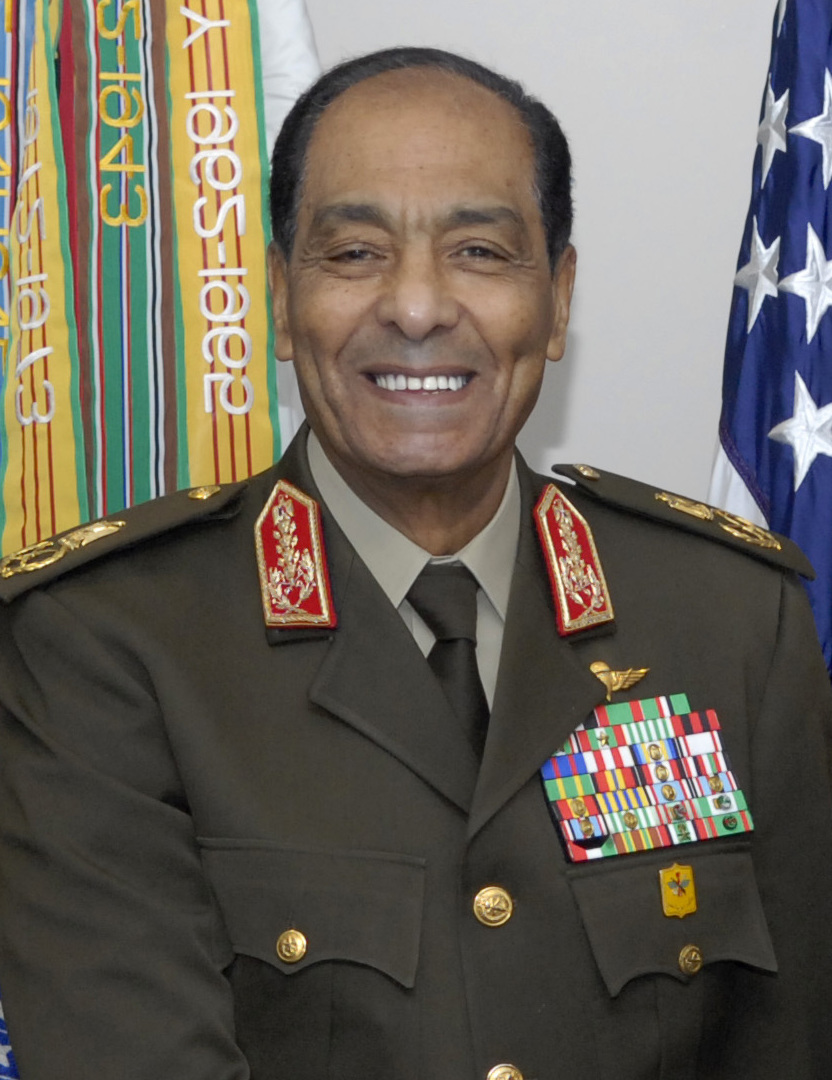
Mohammed Hoessein Tantawi beval een bataljon van de 16e brigade infanterie en vocht tegen de tanks van Amnon Reshef en de parachutisten van Mordechai.

Luitenant-kolonel Mohammed Hoessein Tantawi beval een bataljon van de 16e brigade infanterie dat vocht op 16 oktober tegen de tanks van Amnon Reshef en daarna tegen de parachutisten van Mordechai in de nacht van 16 op 17 oktober en hij ontving een decoratie.
Ehud Barak en Mohammed Hoessein Tantawi ontmoetten elkaar later toen ze allebei minister van defensie van hun land waren.
Na 14 uur onafgebroken gevecht telden de parachutisten 70 doden en 100 gewonden. 
Uzi Ya'iri zei:

We hebben 70 doden omdat we te overhaast in actie kwamen, zonder degelijke inlichtingen over de vijandelijke verdediging.

### Egyptische terugtocht
De Israëlische tankbrigades van Nir, Amir en Raviv bleven de 16e brigade met 80 tanks aanvallen nadat de parachutisten teruggetrokken waren. Vanaf 5:00 richtten de Israëli artillerie en luchtaanvallen op de 21e divisie.
Rond 7:00 op 17 oktober 17 kreeg de 21e divisie bevel om de Israëlische tanks uit het gebied rond  al-Galaa' te verdrijven en “Fort Matzmed” in te nemen om het bruggenhoofd op de westelijke oever te vernietigen.
Omdat zijn 18e brigade gemechaniseerde infanterie in verdedigende stellingen lag, de 14e brigade andere delen van het Egyptische bruggenhoofd verdedigde en hij zijn tankbataljon kwijt was, beval Ibrahim El-Orabi de 1e tankbrigade om aan te vallen met de overblijvende 53 tanks.
Vanaf 8:00 voerden de Egyptenaren 15 minuten artilleriebeschieting en luchtaanvallen uit en dan vielen de 53 tanks aan.
Egyptische tanks vernietigden Israëlische tanks bij het dorp en bereikten om 9:00 de noordelijke versterking van “Fort Matzmed”. Artillerie en luchtaanvallen dreef ze terug.
Israëlische tanks voerden een tegenaanval uit.
De tankslag duurde tot 21:00 toen de 1e brigade de oorspronkelijke linie hersteld had.
Om 17:00 faalde een aanval van een bataljon gemechaniseerde infanterie van de 18e brigade met zware verliezen. Tien tanks werden aan de brigade toegevoegd. Israëlische tanks hadden de droogstaande irrigatiekanalen rond de Chinese boerderij ingenomen en lagen erin verscholen.
Egyptische aanvallen op de corridor of het bruggenhoofd faalden met zware verliezen.
De 1e brigade verloor 20 tanks en had er nog 33 over.
Op 18 oktober droeg de commandant van het 2e Leger een bataljon van 21 tanks over van de 2e divisie infanterie in het noorden om de tanks in het bruggenhoofd van de 16e divisie aan te vullen.
Als het bataljon naar het zuiden reed, viel de Israëlische luchtmacht aan, zodat ze naar het oosten zwenkten en in de woestijn verspreidden. Het bataljon werd dan bij de 21e divisie gevoegd.
Abd el-Hamid meldde op 17 oktober 17:30 zijn problemen. De 16e brigade was al drie dagen aan het vechten en had weinig munitie. Door verliezen was ze nu in de minderheid en haar artillerie was vernietigd. Het hoofdkwartier van de 16e divisie beval Abd el-Hamid de terugtocht.
In de nacht van 17 op 18 oktober gaf zijn brigade de stellingen bij de Chinese boerderij op en versterkte de noordelijke linie van de 18e brigade gemechaniseerde infanterie.
Hiermee waren de wegen “Tirtur” en “Akavish” open en Operatie Abirey-Halev kon verder.
De heuvelgroep “Missouri” bleef in Egyptische handen en bedreigde de corridor naar het kanaal.

## Na de slag

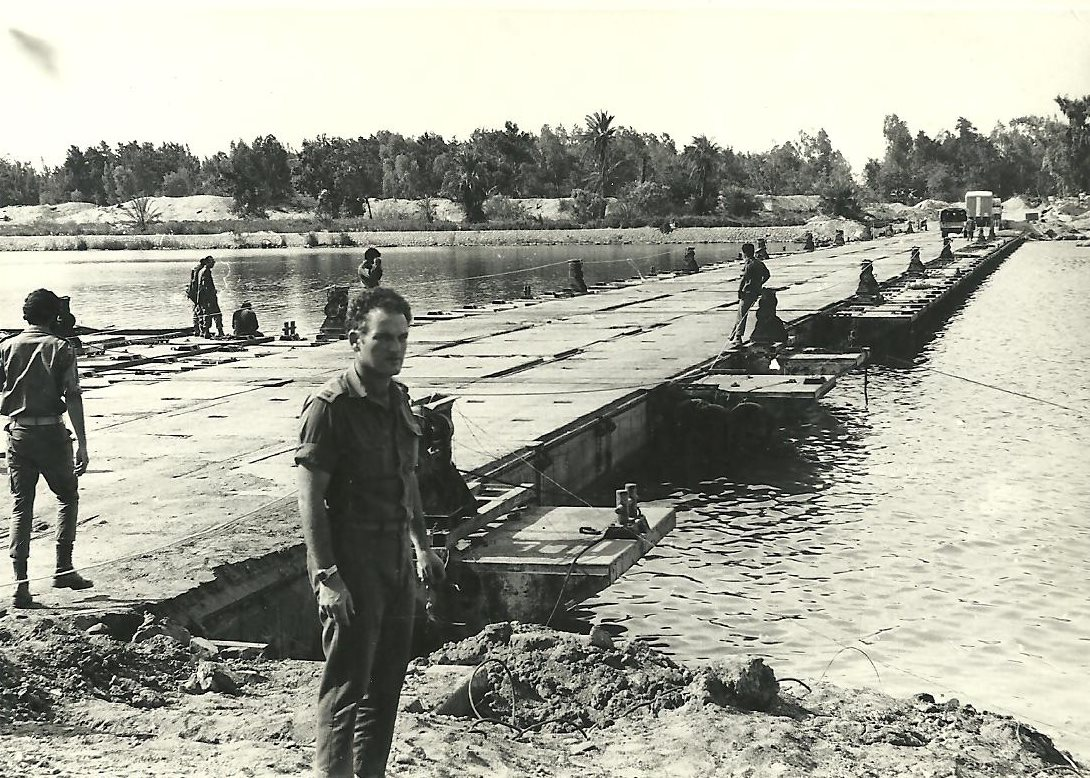
De pontonbrug lag op 17 oktober 16:00 over het Suezkanaal

Op 17 oktober 16:00 lag de pontonbrug over het kanaal. De rollenbrug werd na zonsopgang op 18 oktober gelegd.
In de namiddag stak de divisie van Avraham Adan het kanaal over en daarna de divisie van Kalman Magen.
Avraham Adan bereikte met steun van Kalman Magen Suez en sneed zo twee divisies infanterie van het 3e Leger af.
Ariel Sharon verdedigde de corridor naar het Suezkanaal en breidde die uit, maar stak ook over met een deel van zijn divisie. Hij viel op de westelijke oever aan naar het noorden in de richting van Ismaïlia om het 2e Leger af te snijden. Hij kon Ismaïlia niet bereiken in de Slag om Ismaïlia.
Na de slag bezocht Moshe Dayan met Amnon Reshef het slagveld. Amnon Reshef zei:

Kijk naar deze vallei van de dood!

Moshe Dayan zei:

Mensen, wat hebben jullie hier gedaan? Ik heb nog al oorlog en slagvelden gezien, maar ik heb nooit zoiets gezien, niet in het echt, of in schilderijen, of in de ergste oorlogsfilms. Hier was een groot veld van slachting dat zich uitstrekt zover het oog kan zien.

Ariel Sharon zei: 

Het was alsof een man-tegen-mangevecht tussen de tanks had plaatsgevonden... Naderbij komend kon je de Egyptische en Joodse doden zij aan zij zien liggen, soldaten die uit hun brandende tanks gesprongen waren en samen gestorven waren. Geen beeld kon de verschrikking van die aanblik vatten, niemand kon bevatten wat hier gebeurd was.

Op 18 oktober had de 2e pantserdivisie 40 tanks over van de oorspronkelijke 136. De 16e divisie infanterie had nog 20 tanks van eerst 124 in haar tankbataljon.